# فرنسيس إل. بوداين
فرنسيس إل. بوداين هو سياسي أمريكي، ولد في 10 يناير 1936 في ماونت هولي ‏ في الولايات المتحدة. نشط حزبياً في الحزب الجمهوري والحزب الديمقراطي. وقد انتخب Burlington County Board of County Commissioners ‏ وانتخب List of mayors of Moorestown, New Jersey ‏ وانتخب عضو جمعية نيوجيرسي العامة ‏.